# Hémévillers
Hémévillers ist eine französische Gemeinde mit 467 Einwohnern (Stand: 1. Januar 2022) im Département Oise in der Region Hauts-de-France. Sie gehört zum Arrondissement Compiègne und zum Kanton Estrées-Saint-Denis.

## Geographie
Die Gemeinde Hémévillers liegt etwa 18 Kilometer ostnordöstlich von Compiègne. Die nordöstliche Gemeindegrenze bildet der Fluss Aronde. Umgeben wird Hémévillers von den Nachbargemeinden Gournay-sur-Aronde im Norden und Nordosten, Montmartin im Osten, Francières im Süden, Rouvillers im Südwesten und Westen sowie Moyenneville im Nordwesten.

## Bevölkerungsentwicklung
| Jahr                       | 1962 | 1968 | 1975 | 1982 | 1990 | 1999 | 2006 | 2013 | 2021 |
| Einwohner                  | 369  | 296  | 270  | 267  | 333  | 388  | 413  | 432  | 467  |
| Quellen: Cassini und INSEE |      |      |      |      |      |      |      |      |      |

## Sehenswürdigkeiten

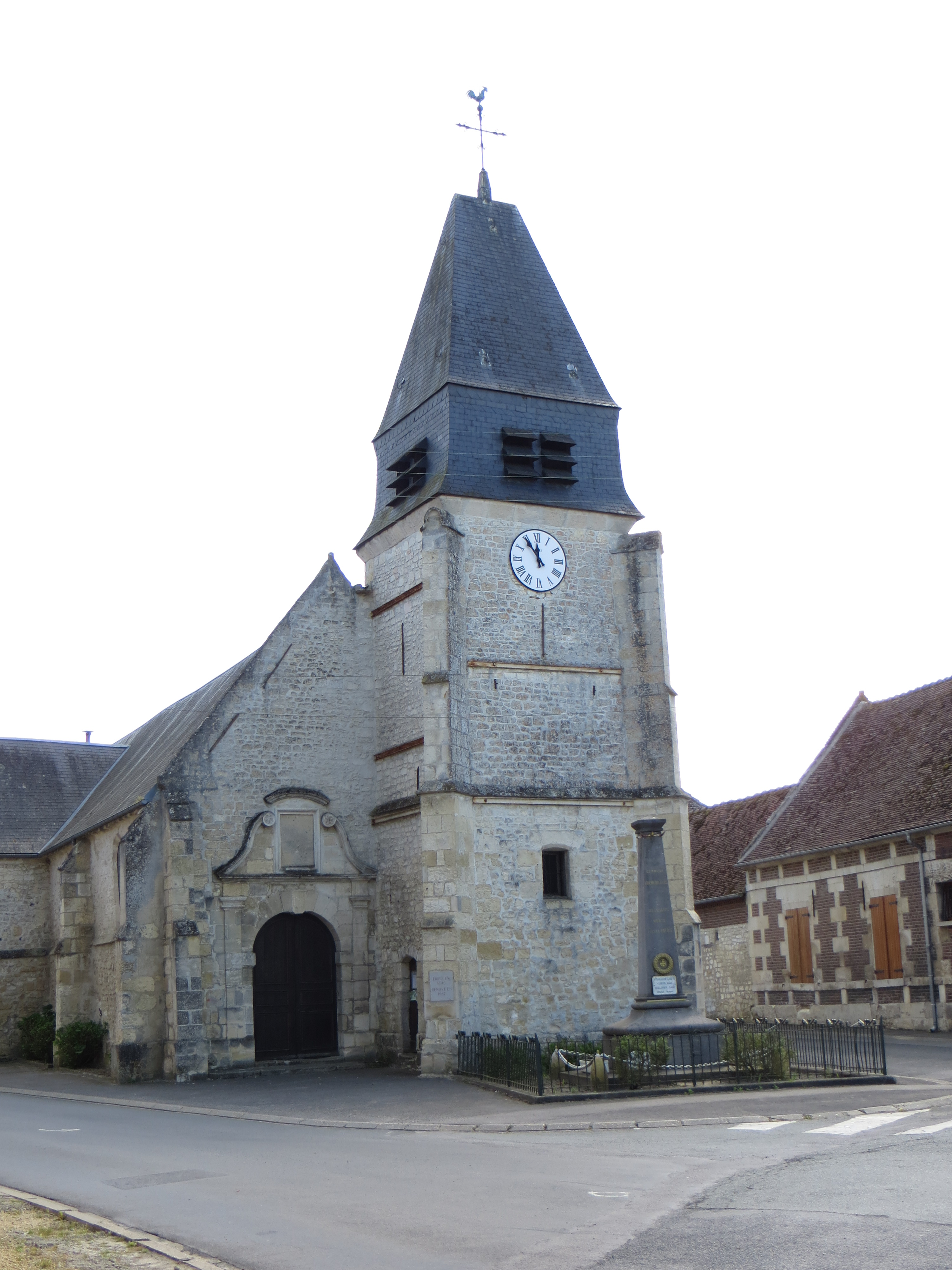
Kirche Saint-Martin

- Kirche Saint-Martin